# 保坂晃毅
保坂 晃毅（ほさか こうき、2003年2月6日 - ）は日本のバスケットボール選手である。愛知県出身。神奈川大学卒業。ポジションはPG/SG。B.LEAGUEの熊本ヴォルターズに所属。

## 来歴
愛知県東海市立上野中学校から静岡県の飛龍高校へ進み、2018年にU16日本代表へ選出される。2020年にはU19日本代表の強化合宿に参加する。進学した神奈川大学ではバスケットボール部に所属し、在学中の2024年12月26日、熊本ヴォルターズと特別指定選手契約を締結。28日の第15節パスラボ山形ワイヴァンズ戦における初出場・初得点を皮切りに、2025年3月1日の第24節青森ワッツ戦からはスターターを任されるなど、学生ながらチームの主役として活躍した。
2025年6月8日、熊本と新規選手契約を締結。

## 経歴
飛龍高等学校 (2017 - 20) - 神奈川大学（2020 - 2024）- 熊本ヴォルターズ（特別指定選手、2024 - 25）- 熊本ヴォルターズ（2025 - ）

## 個人成績
| シーズン     | チーム     | GP | GS | MPG  | FG%  | 3P%   | FT%  | RPG | APG | SPG | BPG | TO  | PPG |
| ------------ | ---------- | -- | -- | ---- | ---- | ----- | ---- | --- | --- | --- | --- | --- | --- |
| B2 2024-25   | 熊本(特指) | 33 | 16 | 16.2 | .327 | .261  | .581 | 1.7 | 2.7 | 1.0 | 0.1 | 1.4 | 4.4 |
| B2 2024-25PO | 熊本(特指) | 2  | 0  | 11.5 | .625 | 1.000 | .500 | 1.0 | 2.5 | 0.0 | 0.5 | 3.5 | 6.0 |